# سباستيان ريغييرو
سباستيان ريغييرو (بالإسبانية: Sebastián Regueiro)‏ هو لاعب كرة قدم أوروغواياني في مركز الوسط، ولد في 13 سبتمبر 1989 في مونتيفيديو في الأوروغواي. لعب مع التانك سيلي.

## وصلات خارجية
- سباستيان ريغييرو على موقع إي إس بي إن إف سي (الإنجليزية)
- سباستيان ريغييرو على موقع قاعدة بيانات كرة القدم.إي يو (الإنجليزية)
- سباستيان ريغييرو على موقع Soccerway.com (الإنجليزية)
- سباستيان ريغييرو على موقع عالم كرة القدم.نت (الإنجليزية)